# Landesausstellungen in Rheinland-Pfalz
Landesausstellungen in Rheinland-Pfalz befassen sich hauptsächlich mit Themen, die einen Bezug zum Land haben und werden daher vom Land Rheinland-Pfalz entweder bezuschusst, wie zum Beispiel im Falle der Ausstellung über das Herzogtum Pfalz-Zweibrücken im Jahre 2010 in Zweibrücken oder in selteneren Fällen auch vollständig veranstaltet und finanziert, wie zum Beispiel die große Landesausstellung über die Salier 1992 in Speyer.

## Bedeutung des Begriffs Landesausstellung
Es gibt in Rheinland-Pfalz anders als zum Beispiel in Baden-Württemberg, Bayern, Niedersachsen, Sachsen-Anhalt oder Sachsen kein ausgearbeitetes Konzept für eine in regelmäßigen Abständen wiederkehrende große kulturhistorische Ausstellung in Verantwortung des Landes oder mit dem Land als Hauptgeldgeber und Mitveranstalter. Dennoch fanden solche Landesausstellungen zu besonderen Anlässen bereits statt. Große kulturhistorische Ausstellungen mit einem siebenstelligen Etat, welche das Land Rheinland-Pfalz von sich aus organisiert und finanziert hat, waren bisher die 1992 in Speyer durchgeführte Ausstellung zu den Saliern, die 2007 in Trier veranstaltete Ausstellung über Konstantin den Großen und die im September 2017 gestartete Landesausstellung über Richard Löwenherz in Speyer, welche im April 2018 zu Ende ging. Eine weitere Ausstellung in diesem Sinne mit dem expliziten Etikett Große Landesausstellung fand zum 200. Geburtstag von Karl Marx vom 5. Mai 2018 bis zum 21. Oktober 2018 in Trier statt.
Kleinere kulturhistorische Landesausstellungen fanden seit 1984 im Rahmen des Rheinland-Pfalz-Tages statt und wurden vom Kultusministerium finanziert. Ebenfalls unter der Bezeichnung Landesausstellung können Museen aus Rheinland-Pfalz ihre Bestände zu ausgewählten Themen auch für geringere Etats präsentieren. Zwar ist die Bezeichnung „Landesausstellung“ in Rheinland-Pfalz nicht geschützt, jedoch lag bisher in allen Fällen sogenannter „Landesausstellungen“ eine ausdrückliche Genehmigung des Landes Rheinland-Pfalz vor.

## Große Ausstellungen des Landes Rheinland-Pfalz
- Das Reich der Salier. Ausstellung des Landes Rheinland-Pfalz, 23. März bis 21. Juni 1992.[1] Diese große Landesausstellung aus Anlass der 2000-Jahr-Feier der Stadt Speyer wurde im Historischen Museum der Pfalz in Speyer vom Römisch-Germanischen Zentralmuseum Mainz in Verbindung mit dem Bischöflichen Dom- und Diözesanmuseum Mainz veranstaltet.
- Konstantin der Große. Ausstellung des Landes Rheinland-Pfalz vom 2. Juni bis 4. November 2007 im Rheinischen Landesmuseum in Trier. Diese Ausstellung des Landes Rheinland-Pfalz aus Anlass seines 60-jährigen Bestehens und 1700 Jahre nach der Erhebung Konstantins zum römischen Kaiser war gleichzeitig der offizielle Beitrag von Rheinland-Pfalz zur Kulturhauptstadt Europas 2007 (Luxemburg und die Großregion Saar-Lor-Lux) und stand unter der Schirmherrschaft von Bundespräsident Horst Köhler sowie dem Großherzog und der Großherzogin von Luxemburg. An der Ausstellung waren auch das Bistum Trier und die Stadt Trier beteiligt.[2]
- Karl Marx. 1818 – 1883. Leben. Werk. Zeit. Große Landesausstellung vom 5. Mai bis 21. Oktober 2018 in Trier im Rheinischen Landesmuseum und im Stadtmuseum Simeonstift. Zeitgleich gab es Partnerausstellungen im Karl-Marx-Haus und im Museum am Dom.[3]
- Die Kaiser und die Säulen ihrer Macht. Große Landesausstellung vom 9. September 2020 bis zum 13. Juni 2021 im Landesmuseum Mainz der GDKE (Generaldirektion Kulturelles Erbe Rheinland-Pfalz)[4]
- Der Untergang des Römischen Reichs. Große Landesausstellung in Trier in drei Museen (Rheinisches Landesmuseum, Stadtmuseum Simeonstift und Museum am Dom) vom 25. Juni bis zum 27. November 2022.[5]

## Beispiele für weitere kleinere Ausstellungen mit der Bezeichnung Landesausstellung
- Balduin von Luxemburg, Erzbischof von Trier. Landesausstellung vom 1. Juni bis 1. September 1985 im Rheinischen Landesmuseum Trier, 1985 ausgerichtet vom Rheinischen Landesmuseum und vom Landeshauptarchiv Koblenz aus Anlass des Rheinland-Pfalz-Tages. Zur Ausstellung erschien ein 160 Seiten umfassender Katalog[6]
- Das Herzogtum Pfalz-Zweibrücken und die Französische Revolution. Landesausstellung in der Karlskirche Zweibrücken, 16. April bis 28. Mai 1989.[7]
- 1300 Jahre Klöster in der Eifel. Landesausstellung 1994 in Wittlich, durchgeführt vom Landesmuseum Koblenz im Rahmen des Rheinland-Pfalz-Tages.[8]
- Kunst, Kommerz und Glaubenskampf. Frankenthal um 1600. Ausstellung des Landes Rheinland-Pfalz und der Stadt Frankenthal vom 27. Mai bis 6. August 1995 im Erkenbert-Museum aus Anlass des Rheinland-Pfalz-Tages 1995. Zur Ausstellung erschien ein 301 Seiten umfassender Katalog.[9]
- Heiß begehrt, Zweibrücker Porzellan 1767–1775. Landesausstellung vom 15. Juni bis 29. Dezember 2002 aus Anlass der 650-Jahr-Feier der Stadt Zweibrücken.[10]
- Verliebt, verlobt, verheiratet: Rheinland-Pfalz - die frühen Jahre, 2007, dezentrale Landesausstellung anlässlich des 60-jährigen Bestehens des Landes[11]
- Die Wiege der Könige. 600 Jahre Herzogtum Pfalz-Zweibrücken. Landesausstellung im Stadtmuseum Zweibrücken vom 29. August bis 14. November 2010. Diese Landesausstellung stand unter der Schirmherrschaft von Ministerpräsident Kurt Beck und dem Chef des Hauses Wittelsbach, Franz Herzog von Bayern und präsentierte zum ersten Mal einen umfassenden Überblick über die wechselvolle Geschichte des Herzogtums Pfalz-Zweibrücken und seine kulturellen Leistungen.[12]
- Richard Löwenherz. König – Ritter – Gefangener. Landesausstellung im Historischen Museum der Pfalz in Speyer vom 17. September 2017 bis zum 15. April 2018. Die Ausstellung zeigte rund 150 Exponate aus Museen und Bibliotheken verschiedener europäischer Länder. Darunter waren auch kostbare Handschriften, die zum ersten Mal in Deutschland ausgestellt wurden. Die Ausstellung stand unter der Schirmherrschaft von Malu Dreyer.[13]
- Die Habsburger im Mittelalter. Aufstieg einer Dynastie. Landesausstellung des Landes Rheinland-Pfalz, von 16. Oktober 2022 bis 16. April 2023 im Historischen Museum der Pfalz in Speyer.[14]

## Ausstellungen der Länder Baden-Württemberg, Rheinland-Pfalz und Hessen
Die Reiss-Engelhorn-Museen deklarierten die 2010 und 2013 durchgeführten Ausstellungen über die Staufer und Wittelsbacher zwar als Ausstellung der Länder Baden-Württemberg, Hessen und Rheinland-Pfalz, übernahmen jedoch die komplette Verantwortung und Finanzierung der Ausstellungen selbst. Das Land Rheinland-Pfalz war lediglich über die Generaldirektion Kulturelles Erbe Rheinland-Pfalz (GDKE) mit parallelen Veranstaltungen im Museum bei der Kaiserpfalz in Ingelheim, dem Theodor-Zink-Museum Kaiserslautern, dem Museum Alzey und dem Historischen Museum der Pfalz in Speyer Partner der Ausstellungen.
- Die Staufer und Italien. 19. September 2010 bis 20. Februar 2011, Ausstellung der Länder Baden-Württemberg, Rheinland-Pfalz und Hessen. Diese erste gemeinsame Ausstellung der drei Länder fand 30 Jahre nach der großen Staufer-Ausstellung in Stuttgart 1977 statt. Sie wurde von den Reiss-Engelhorn-Museen in Mannheim durchgeführt.[15][16]
- Die Wittelsbacher am Rhein. 8. September 2013 bis 2. März 2014, 2. Ausstellung der Länder Baden-Württemberg, Rheinland-Pfalz und Hessen[17][18]